# Isbrueckerichthys alipionis
Isbrueckerichthys alipionis är en fiskart som först beskrevs av Gosline, 1947.  Isbrueckerichthys alipionis ingår i släktet Isbrueckerichthys och familjen Loricariidae. Inga underarter finns listade i Catalogue of Life.